# 上士別村
上士別村（かみしべつむら）は、かつて北海道上川郡に存在した村である。

## 沿革
- 1906年（明治39年）4月1日 - 北海道二級町村制施行により上川郡士別村が村制施行し、士別村が発足。
- 1913年（大正2年）4月1日 - 士別町大字上士別が分離し上士別村（二級）が発足。
- 1923年（大正12年）4月1日 - 一級村に移行。
- 1949年（昭和24年）8月20日 - 字奥士別が分離し朝日村が発足。
- 1954年（昭和29年）7月1日 - 上川郡士別町、多寄村、温根別村と合併し、市制施行して士別市が成立。